# Velecvjetni kukurijek
Velecvjetni kukurijek (kukurijek božićnjak, Helleborus niger L. ssp. macranthus), naziva se još i snježnica, jedna je od najljepših podvrsta crnog kukurijeka, rod kukurijeka (Helleborus). Vrlo je uočljiva izgleda. Stabljika joj je uspravna, visine je do 15 cm.
Biljka je otrovna, ali i ljekovita. Ponekad cvate od siječnja, no većinom tijekom veljače i ožujka. Uspijeva na neutralnim ili slabo bazičnim, propusnim i suhim tlima, kao što su rendzine i neka smeđa tla. Karakteristični je element ilirskih bukovih šuma, brdskih bukovih šuma i bukovo-jelovih šuma. To je biljka ugrožena prekomjernim sabiranjem, pa je zaštićena zakonom.

## Vanjske poveznice
|  | Zajednički poslužitelj ima još gradiva o temi Helleborus niger |
|  | Wikivrste imaju podatke o taksonu Helleborus niger             |